# Ortsverzeichnis (Österreich)
Das Ortsverzeichnis ist das von der Statistik Austria herausgegebene amtliche, statistische Übersichtswerk über die Besiedlung Österreichs.
Es wurde zuletzt nach der Volkszählung 2001 vollständig erstellt und anschließend publiziert. Nach der ersten elektronischen Registerzählung 2011 wurde kein vollständiges Werk aufgelegt.

## Umfang des Werks
Das Werk gibt für die Verwaltungseinheiten (Bezirke/Statutarstädte, Gemeinden, Katastralgemeinden) sowie für Ortschaften und Zählsprengel die Zahl der:
- Gebäude
- Wohnungen
- Haushalte
- Einwohner
- Nebenwohnsitzfälle (erstmals 2001)
- nichtlandwirtschaftliche Arbeitsstätten
- land- und forstwirtschaftliche Betriebsstätten

Die bis 1991 gebräuchlichen Ortschaftsbestandteile sind nur aufgelistet, es werden aber keine Daten mehr ausgewiesen.
Das Werk umfasst neben dem tabellarischen Material zahlreiche Illustrationen, Diagramme und Karten, und ist auch als CD-ROM erschienen.

## Publikation
Publikationen der Statistik Austria und Vorgänger, chronologisch absteigend sortiert:
- Statistik Austria (Hrsg.): Gemeindeverzeichnis. Stand 1.1.2015. Wien 2015, ISBN 978-3-902925-60-2 (Eintrag im Publikationskatalog – Enthält die grundlegenden Informationen der Zugehörigkeit und Gemeindegliederung und Basisdaten zu Fläche, Anzahl der Gebäude und Bevölkerungszahl).
- Statistik Austria (Hrsg.): Probezählung zum 31.10.2006 Gemeindeverzeichnis. Stand 1.1.2009. Wien 2009 (Bei dieser Probezählung für die künftigen Registerzählungen wurden die Bevölkerungsdaten aus dem Zentralen Melderegister des Bundesministeriums für Inneres mit Angaben aus anderen Registern zusammengeführt).
- Statistik Austria (Hrsg.): Ortsverzeichnis. 2010. Verlag Österreich, Wien.
  - Gesamt: 8/2010, ISBN 978-3-902703-46-0.
  - Burgenland. 12/2004, ISBN 3-902452-40-4. Eintrag im Publikationskatalog
  - Kärnten. 12/2004, ISBN 3-902452-41-2. Eintrag im Publikationskatalog
  - Niederösterreich. 4/2005, ISBN 3-902452-42-0. Eintrag im Publikationskatalog
  - Oberösterreich. 3/2005, ISBN 3-902452-43-9. Eintrag im Publikationskatalog
  - Salzburg. 12/2004, ISBN 3-902452-44-7. Eintrag im Publikationskatalog
  - Steiermark. 2/2005, ISBN 3-902452-45-5. Eintrag im Publikationskatalog
  - Tirol. 2/2005, ISBN 3-902452-46-3. Eintrag im Publikationskatalog
  - Vorarlberg. 12/2004, ISBN 3-902452-47-1. Eintrag im Publikationskatalog
  - Wien. 4/2005, ISBN 3-902452-48-X. Eintrag im Publikationskatalog

(mit beiliegender CD-ROM, Gebäude- und Einwohnerzahlen für Ortschaftsbestandteile (Abkürzung „OB“) werden aus den Zählungen von 2001 nicht mehr ausgewiesen)
- Österreichisches Statistisches Zentralamt (Hrsg.): Ortsverzeichnisse. (nach Bundesländern) 1991. Wien (1993 ff).
- Österreichisches Statistisches Zentralamt (Hrsg.): Ortsverzeichnisse. (nach Bundesländern) 1981. Wien (1984 ff. Ab 1981 wurden bei den Zählungen nicht nur Häuser [= Gebäude mit einer Hausnummer], sondern alle Gebäude [mit Ausnahme land- und forstwirtschaftlicher Wirtschaftsgebäude] erfasst).
- Österreichisches Statistisches Zentralamt (Hrsg.): Ortsverzeichnisse. (nach Bundesländern) 1971. Wien (Bei der Zählung 1971 wurde ein Teil der ausländischen Arbeitskräfte zunächst nicht zur Wohnbevölkerung gerechnet und auf Gemeindeebene später ergänzt [nicht veröffentlicht]).
- Österreichisches Statistisches Zentralamt (Hrsg.): Ortsverzeichnis von Österreich. 1961. Wien 1965.
- Österreichisches Statistisches Zentralamt (Hrsg.): Ortsverzeichnis von Österreich. 1951. Wien 1953.
- Statistisches Reichsamt (Hrsg.): Amtliches Gemeindeverzeichnis für das Deutsche Reich auf Grund der Volkszählung 1939. 2. Auflage. 1941 (Aus der Volkszählung 1939 wurden nur Ergebnisse für die damals bestehenden Gemeinden veröffentlicht; Häuserzahlen fehlen. Umrechnung auf die heutigen Gebietsstände: Volkszählung 1991 – Wohnbevölkerung nach Gemeinden mit der Bevölkerungsentwicklung seit 1869. In: Beiträge zur österreichischen Statistik 1030/0, 1992.).
- Bundesamt für Statistik (Bearb.): Ergebnisse der Volkszählung. 1934 nach Bundesländern. Wien 1935 (Aus der Volkszählung 1934 wurden nur Ergebnisse für Gemeinden veröffentlicht. Seit der Zählung 1934 beziehen sich die Einwohnerzahlen auf die Wohnbevölkerung (1869-1923 auf die am Stichtag anwesende Bevölkerung), wodurch wirtschaftlich schwächere ländliche Regionen im Vergleich 1923–1934 oft stärkeren Bevölkerungszuwachs aufweisen).
- Bundesamt für Statistik (Hrsg.): Ortsverzeichnis von Österreich. 1923. Wien 1930.
- Statistische Central-Commission (Hrsg.): Spezial-Repertorien. 1910. Wien (1915 ff).
- Statistische Central-Commission (Hrsg.): Ungarische Statistische Mitteilungen. 1910. Neue Serie 42. Wien 1912.
- Statistische Central-Commission (Hrsg.): Gemeinde-Lexikon der im Reichsrat vertretenen Königreiche und Länder. 1900. Wien (1903 ff).
- Statistische Central-Commission (Hrsg.): Ungarische Statistische Mitteilungen. 1900. Neue Serie I. Wien 1902.
- Statistische Central-Commission (Hrsg.): Spezial-Orts-Repertorien der im österreichischen Reichsrat vertretenen Königreiche und Länder. 1890. Wien (1892 ff).
- Statistische Central-Commission (Hrsg.): Orts-Lexikon der Länder der ungarischen Krone. 1890. Wien 1895.
- Statistische Central-Commission (Hrsg.): Spezial-Orts-Repertorien der im österreichischen Reichsrat vertretenen Königreiche und Länder. 1880. Wien 1883.
- Statistische Central-Commission (Hrsg.): Orts-Lexikon der Länder der ungarischen Krone. 1880. Wien (1885(?)).
- Statistische Central-Commission (Hrsg.): Orts-Repertorien der im österreichischen Reichsrat vertretenen Königreiche und Länder. 1869. Wien (1871 ff).
- Statistische Central-Commission (Hrsg.): Orts-Lexikon der Länder der ungarischen Krone. 1869. Wien 1875.